# Mercado común

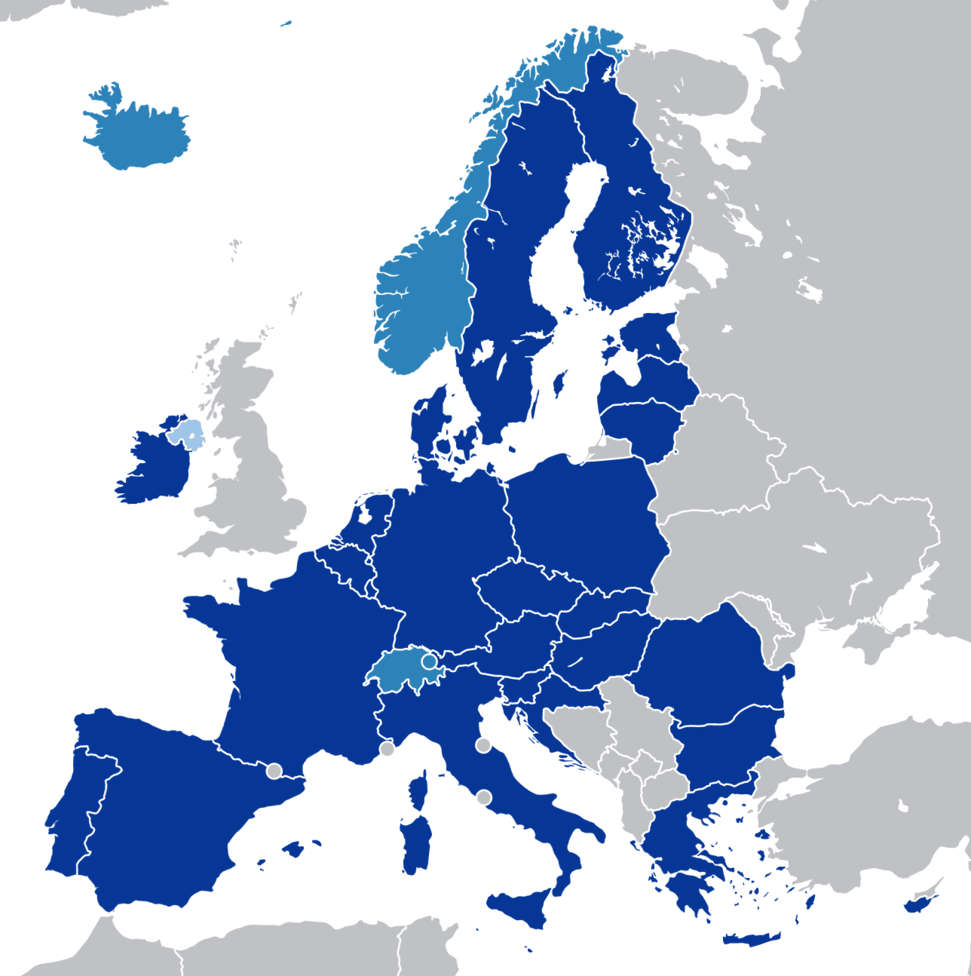
El Espacio Económico Europeo (EEE) es el mayor mercado común del mundo, compuesto por la Unión Europea y los países de la AELC/EFTA (a excepción de Suiza), permiten a los países de la AELC participar en el Mercado Único Europeo.

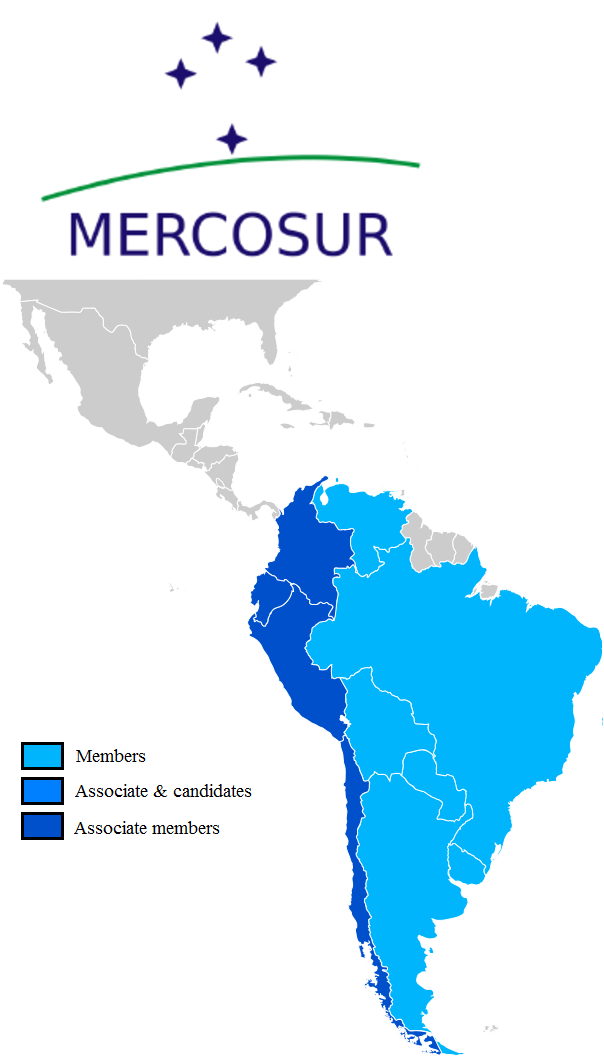
El Mercosur es un ejemplo de mercado común internacional.

Un mercado común o mercado único es un tipo de bloque comercial que se compone de una combinación de unión aduanera y zona de libre comercio. Los países actúan como bloque, definiendo los mismos aranceles al comerciar hacia afuera para evitar competencias internas, anulando entre ellos los aranceles en frontera y permitiendo el libre tránsito de personas, así como de capitales y servicios; libre prestación de servicios y libertad de establecimiento de las empresas.
Se establece en medio de tratados entre los países que se asocian con el propósito último de eliminar las barreras aduaneras existentes en el comercio exterior, estableciendo derechos de aduana comunes para productos originarios en cualquier otro país fuera del grupo, así como otra serie de políticas. 